# Гребля на байдарках и каноэ на летних Олимпийских играх 2024 — байдарки-двойки, 500 метров (мужчины)
Соревнования мужчин на байдарках-двойках на дистанции 500 метров в гребле на байдарках и каноэ на летних Олимпийских играх 2024 года прошли с 6 по 9 августа 2024 года на Национальном олимпийском водном стадионе региона Иль-де-Франс в пригороде Парижа Вер-сюр-Марн.

## Расписание
Соревнования продолжались в течение двух дней. Время начала соревнований указано местное (UTC+2)
| Дата              | Время       | Раунд                 |
| ----------------- | ----------- | --------------------- |
| Вторник 6 августа | 11:30 14:30 | Заезды Четвертьфиналы |
| Пятница 9 августа | 11:10 13:20 | Полуфиналы Финалы     |

## Призёры
| Золото                            | Серебро                              | Бронза                                           |
| Германия · Якоб Шопф · Макс Лемке | Венгрия · Бенце Надаш · Шандор Тотка | Австралия · Джин ван дер Вестхёйзен · Томас Грин |

## Результаты

### Заезды
Первые две лодки из каждого заезда проходят в полуфиналы, остальные – в четвертьфиналы.

#### Заезд 1
| Место | Дорожка | Спортсмены                   | Страна         | Время   | Примечания |
| ----- | ------- | ---------------------------- | -------------- | ------- | ---------- |
| 1     | 5       | Якоб Шопф Макс Лемке         | Германия       | 1.28,03 | SF         |
| 2     | 4       | Жоао Рибейру Месиас Баптиста | Португалия     | 1.28,10 | SF         |
| 3     | 7       | Адриан дель Рио Маркус Вальц | Испания        | 1.35,26 | QF         |
| 4     | 6       | Бу Тинкай Чжан Дун           | Китай          | 1.36,79 | QF         |
| 5     | 3       | Кёртис Имри Хэмиш Легарт     | Новая Зеландия | 1.41,18 | QF         |

#### Заезд 2
| Место | Дорожка | Спортсмены                         | Страна   | Время   | Примечания |
| ----- | ------- | ---------------------------------- | -------- | ------- | ---------- |
| 1     | 7       | Макс Рендшмидт Том Либшер          | Германия | 1.28,39 | SF         |
| 2     | 5       | Бенце Надаш Шандор Тотка           | Венгрия  | 1.29,08 | SF         |
| 3     | 3       | Олег Кухарик Игорь Трунов          | Украина  | 1.31,24 | QF         |
| 4     | 4       | Миндаугас Мальдонис Андрей Олийник | Литва    | 1.31,27 | QF         |
| 5     | 6       | Йонас Экер Аарон Смолл             | США      | 1.32,01 | QF         |

#### Заезд 3
| Место | Дорожка | Спортсмены                           | Страна    | Время   | Примечания |
| ----- | ------- | ------------------------------------ | --------- | ------- | ---------- |
| 1     | 4       | Якуб Степун Пржемыслав Корсак        | Польша    | 1.28,84 | SF         |
| 2     | 5       | Карлос Аревало Родриго Хермаде       | Испания   | 1.28,85 | SF         |
| 3     | 6       | Пьер-Люк Пулен Саймон Мактэвиш       | Канада    | 1.28,91 | QF         |
| 4     | 7       | Марко Новакович Марко Драгосавлевич  | Сербия    | 1.30,71 | QF         |
| 5     | 3       | Бекарыс Раматулла Сергей Токарницкий | Казахстан | 1.38,62 | QF         |

#### Заезд 4
| Место | Дорожка | Спортсмены                          | Страна    | Время   | Примечания |
| ----- | ------- | ----------------------------------- | --------- | ------- | ---------- |
| 1     | 4       | Джин ван дер Вестхёйзен Томас Грин  | Австралия | 1.28,59 | SF         |
| 2     | 7       | Балинт Копас Адам Варга             | Венгрия   | 1.29,37 | SF         |
| 3     | 5       | Якуб Шпикар Даниэль Гавел           | Чехия     | 1.29,73 | QF         |
| 4     | 6       | Хэмиш Лавмор Эндрю Биркетт          | ЮАР       | 1.33,25 | QF         |
| 5     | 3       | Анджело Дзомбета Владимир Торубаров | Сербия    | 1.34,22 | QF         |

### Четвертьфиналы
Первые четыре лодки из каждого четвертьфинала проходят в полуфиналы, остальные выбывают.

#### Четвертьфинал 1
| Место | Дорожка | Спортсмены                           | Страна         | Время   | Примечания |
| ----- | ------- | ------------------------------------ | -------------- | ------- | ---------- |
| 1     | 5       | Адриан дель Рио Маркус Вальц         | Испания        | 1.29,12 | SF         |
| 2     | 3       | Хэмиш Лавмор Эндрю Биркетт           | ЮАР            | 1.29,75 | SF         |
| 3     | 4       | Пьер-Люк Пулен Саймон Мактэвиш       | Канада         | 1.30,01 | SF         |
| 4     | 7       | Кёртис Имри Хэмиш Легарт             | Новая Зеландия | 1.30,29 | SF         |
| 5     | 6       | Миндаугас Мальдонис Андрей Олийник   | Литва          | 1.30,30 |            |
| 6     | 2       | Бекарыс Раматулла Сергей Токарницкий | Казахстан      | 1.37,58 |            |

#### Четвертьфинал 2
| Место | Дорожка | Спортсмены                          | Страна  | Время   | Примечания |
| ----- | ------- | ----------------------------------- | ------- | ------- | ---------- |
| 1     | 4       | Якуб Шпикар Даниэль Гавел           | Чехия   | 1.28,36 | SF         |
| 2     | 3       | Марко Новакович Марко Драгосавлевич | Сербия  | 1.28,57 | SF         |
| 3     | 7       | Йонас Экер Аарон Смолл              | США     | 1.28,93 | SF         |
| 4     | 2       | Анджело Дзомбета Владимир Торубаров | Сербия  | 1.29,46 | SF         |
| 5     | 6       | Бу Тинкай Чжан Дун                  | Китай   | 1.29,58 |            |
| 6     | 5       | Олег Кухарик Игорь Трунов           | Украина | 1.29,68 |            |

### Полуфиналы
Лодки, занявшие места с 1 по 4, проходят в финал А, остальные – в финал В.

#### Полуфинал 1
| Место | Дорожка | Спортсмены                    | Страна         | Время   | Примечания |
| ----- | ------- | ----------------------------- | -------------- | ------- | ---------- |
| 1     | 4       | Якоб Шопф Макс Лемке          | Германия       | 1.28,13 | FA         |
| 2     | 3       | Бенце Надаш Шандор Тотка      | Венгрия        | 1.28,38 | FA         |
| 3     | 2       | Якуб Шпикар Даниэль Гавел     | Чехия          | 1.28,71 | FA         |
| 4     | 1       | Йонас Экер Аарон Смолл        | США            | 1.29,51 | FA         |
| 5     | 6       | Балинт Копас Адам Варга       | Венгрия        | 1.29,66 | FB         |
| 6     | 7       | Хэмиш Лавмор Эндрю Биркетт    | ЮАР            | 1.29,70 | FB         |
| 7     | 8       | Кёртис Имри Хэмиш Легарт      | Новая Зеландия | 1.30,26 | FB         |
| 8     | 5       | Якуб Степун Пржемыслав Корсак | Польша         | 1.30,95 | FB         |

#### Полуфинал 2
| Место | Дорожка | Спортсмены                          | Страна     | Время   | Примечания |
| ----- | ------- | ----------------------------------- | ---------- | ------- | ---------- |
| 1     | 5       | Джин ван дер Вестхёйзен Томас Грин  | Австралия  | 1.26,85 | FA, OB     |
| 2     | 2       | Адриан дель Рио Маркус Вальц        | Испания    | 1.27,24 | FA         |
| 3     | 3       | Жоао Рибейру Месиас Баптиста        | Португалия | 1.27,64 | FA         |
| 4     | 4       | Макс Рендшмидт Том Либшер           | Германия   | 1.27,67 | FA         |
| 5     | 6       | Карлос Аревало Родриго Хермаде      | Испания    | 1.28,49 | FB         |
| 6     | 1       | Пьер-Люк Пулен Саймон Мактэвиш      | Канада     | 1.29,01 | FB         |
| 7     | 7       | Марко Новакович Марко Драгосавлевич | Сербия     | 1.30,20 | FB         |
| 8     | 8       | Анджело Дзомбета Владимир Торубаров | Сербия     | 1.34,65 | FB         |

### Финалы

#### Финал A
| Место | Дорожка | Спортсмены                         | Страна     | Время   | Примечания |
| ----- | ------- | ---------------------------------- | ---------- | ------- | ---------- |
| 1     | 5       | Якоб Шопф Макс Лемке               | Германия   | 1.26,87 |            |
| 2     | 3       | Бенце Надаш Шандор Тотка           | Венгрия    | 1.27,15 |            |
| 3     | 4       | Джин ван дер Вестхёйзен Томас Грин | Австралия  | 1.27,29 |            |
| 4     | 6       | Адриан дель Рио Маркус Вальц       | Испания    | 1.27,38 |            |
| 5     | 8       | Макс Рендшмидт Том Либшер          | Германия   | 1.27,54 |            |
| 6     | 2       | Жоао Рибейру Мессиаш Баптишта      | Португалия | 1.27,82 |            |
| 7     | 7       | Якуб Шпикар Даниэль Гавел          | Чехия      | 1.29,29 |            |
| 8     | 1       | Йонас Экер Аарон Смолл             | США        | 1.30,02 |            |

#### Финал B
| Место | Дорожка | Спортсмены                          | Страна         | Время   | Примечания |
| ----- | ------- | ----------------------------------- | -------------- | ------- | ---------- |
| 9     | 4       | Карлос Аревало Родриго Хермаде      | Испания        | 1.30,08 |            |
| 10    | 6       | Пьер-Люк Пулен Саймон Мактэвиш      | Канада         | 1.30,80 |            |
| 11    | 2       | Марко Новакович Марко Драгосавлевич | Сербия         | 1.31,50 |            |
| 12    | 3       | Хэмиш Лавмор Эндрю Биркетт          | ЮАР            | 1.31,79 |            |
| 13    | 1       | Якуб Степун Пржемыслав Корсак       | Польша         | 1.32,05 |            |
| 14    | 7       | Кёртис Имри Хэмиш Легарт            | Новая Зеландия | 1.32,09 |            |
| 15    | 5       | Балинт Копас Адам Варга             | Венгрия        | 1.32,85 |            |
| 16    | 8       | Анджело Дзомбета Владимир Торубаров | Сербия         | 1.35,00 |            |